# Irène Aïtoff, la grande mademoiselle
Irène Aïtoff, la grande mademoiselle est un téléfilm français écrit, produit, écrit et réalisé en 1998 par Dominique Delouche et diffusé la même année par Muzzik.

## Synopsis
D'Yvette Guilbert à Manuel Rosenthal en passant par Gabriel Bacquier, Charles Munsch, Terese Berganza, Irène Aïtoff a accompagné au piano les plus grandes et les plus grands de la musique du XXe siècle. Toujours pleine de vie à 94 ans, elle est suivie dans ce téléfilm par la caméra complice de Dominique Delouche.

## Fiche technique
- Titre : Irène Aïtoff, la grande mademoiselle
- Réalisateur, scénariste et producteur : Dominique Delouche
- Société de production et de distribution : Les Films du Prieuré, Muzzik
- Produit avec la participation de la DMDTS
- Chanson « Madame Arthur», Paul de Kock (paroles, 1850) et Yvette Guilbert (musique, 1927), interprétée au piano et chantée par Irène Aïtoff
- Pays :  France
- Langue : français
- Format : Couleurs et Noir et blanc - Négatif et Positif : 16 mm - Son : Mono
- Durée : 87 minutes
- Copyright : Les Films du Prieuré 1998 - Doriane Films 2008
- Dates de sortie :
- France : 1998 sur la chaîne (Muzzik)
- France : 24 novembre 2008 en DVD

## Distribution (dans leur propre rôle)
- Irène Aïtoff
- Gabriel Bacquier
- Jane Berbié
- Teresa Berganza
- Elizabeth Cooper, pianiste
- Laurence Dale, ténor
- Hélène Delavault
- Mireille Delunsch, soprano
- Sylvie De May, soprano
- Thierry Félix, baryton
- Rié Hamada, soprano
- Méral Jaclin, mezzo
- Richard Rittelmann, baryton
- Manuel Rosenthal
- Serge Baudo